# Vlag van Jette
De vlag van Jette is de gemeentelijke vlag van de Brusselse gemeente Jette. De beschrijving luidt:
Twee even lange banen van blauw en van geel.
De herkomst van de kleuren zijn onbekend.
Deze gemeentevlag is identiek aan de vlaggen van Anderlecht, Sint-Gillis en Sint-Jans-Molenbeek.

Vlag van Anderlecht
Vlag van Sint-Gillis
Vlag van Sint-Jans-Molenbeek